# Machaerina mariscoides
Machaerina mariscoides är en halvgräsart som först beskrevs av Charles Gaudichaud-Beaupré och som fick sitt nu gällande namn av Johannes Hendrikus Kern.
Machaerina mariscoides ingår i släktet Machaerina och familjen halvgräs. Inga underarter finns listade i Catalogue of Life.

## Bildgalleri

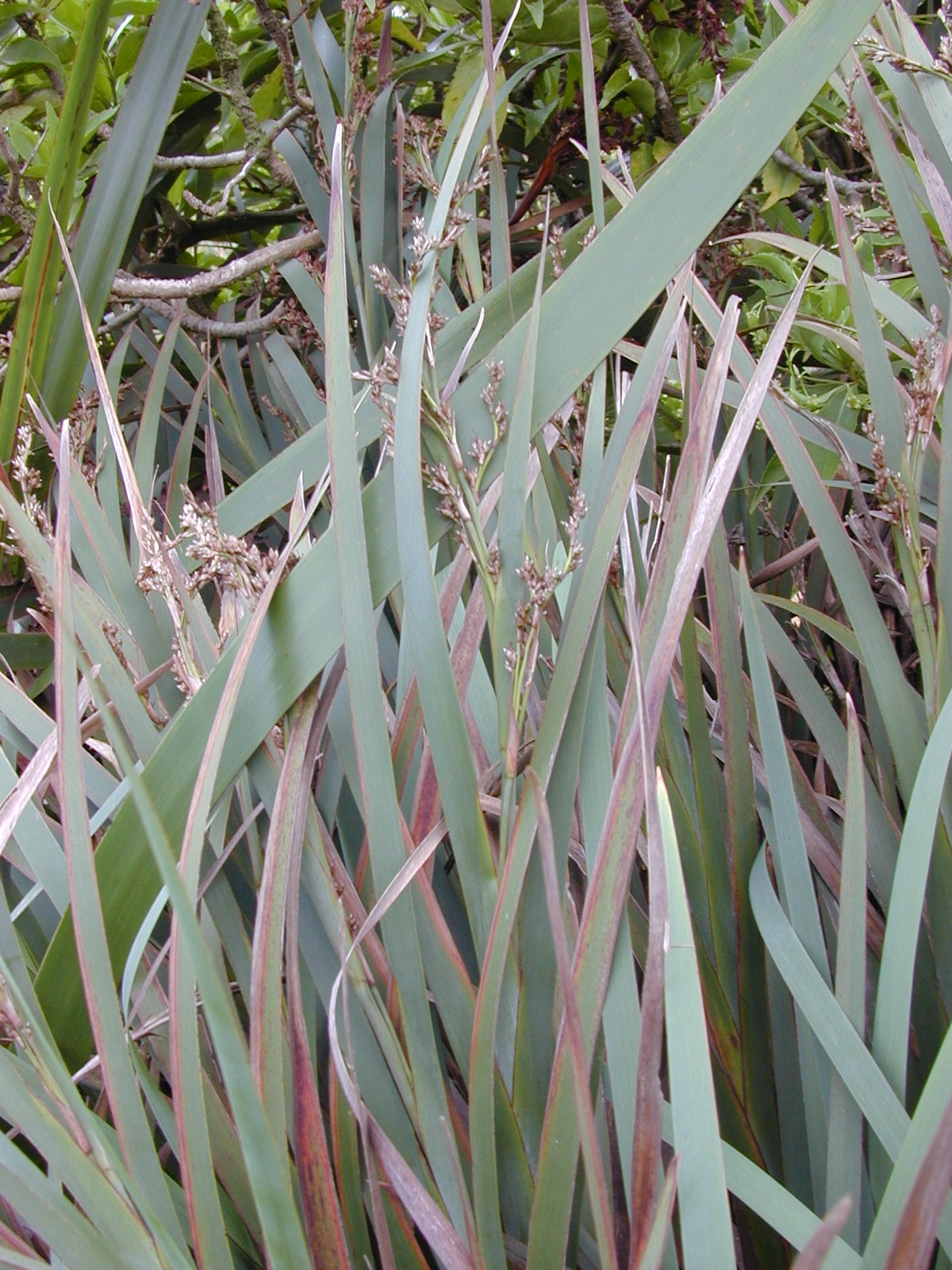